# 1972년 전미 비평가 협회상
제7회 전미 비평가 협회상은 1972년 최고의 영화를 기리기 위해 1973년 1월에 열린 시상식이다. 뉴욕, Algonquin Hotel에서 개최되었다.

## 수상 및 후보

### 작품상
- 부르조아의 은밀한 매력 수상

### 감독상
- 부르조아의 은밀한 매력 - 루이스 부뉴엘 수상

### 여우주연상
- 사운더 - 시셀리 타이슨 수상

### 남우주연상
- 대부 - 알 파치노 수상

### 여우조연상
- 과외 수업 - 제니 베를린 수상

### 남우조연상
- 캬바레 - 조엘 그레이 수상
- 과외 수업 - 에디 앨버트 수상

### 각본상
- 외침과 속삭임 - 잉그마르 베르히만 수상

### 촬영상
- 외침과 속삭임 - 스벤 닉비스트 수상